# Serguéi Shnúrov
Serguéi Vladímirovich Shnúrov, en ruso: Сергей Владимирович Шнуров; (Leningrado, 13 de abril de 1973) es un cantante, compositor y actor ruso conocido por ser el líder de la banda de ska punk Leningrad y de su nuevo grupo musical Ruble.También es conocido bajo el nombre de "Shnur".

## Biografía
Después de la escuela estudio en el Instituto de Ingeniería Civil de Leningrado, la restauración Putyage (restaurador de piezas de madera de cuarto nivel), un instituto religioso-filosófico con academia teológica. Trabajó como guardia de seguridad de un jardín infantil y fue herrero, carpintero, diseñador en una agencia de publicidad, promoción a director de una emisora de radio “Moderna”. 
En 1991 tuvo el primer proyecto de rap duro Alkorepitsa, luego un grupo de música electrónica Ujo Van Goga (“La Oreja de Van Gogh”) y el 9 de enero de 1997 comenzó con Leningrad.
Realiza canciones en los géneros punk, ska y rock. En las canciones utiliza un vocabulario grosero. En Núremberg, él y todo el resto de la banda se desnudaron para realizar un show.
Por el contenido de las letras de sus canciones el alcalde de Moscú Yuri Luzhkov ha cancelado varios conciertos del grupo en la ciudad. Shnur es un héroe local, a pesar de su lenguaje. El público occidental puede encontrar algunas de sus canciones en la banda sonora de Everything is illuminated; entre ellas es muy popular "Dikiy Muzhchina", que se traduce como “hombre salvaje”.
Shnur también compuso la música para muchas otras películas, incluyendo la rusa Boomer. Editó un disco solista con el mismo estilo de canciones que lo hicieron tan famoso al frente de Leningrad.
Shnúrov, ha lanzado dos singles sobre el conflicto. El primero —Geopolítica—, equiparaba —muy a la ligera— la relación de Ucrania y Rusia con un matrimonio en el que el marido pega a su mujer por verle con el vecino. El segundo —Agente extranjero— era mucho más crítico con los rusos e ironizaba sobre la persecución de quien ose levantar la voz a través de esa lista negra de periodistas y activistas independientes. Shnurov ha trabajado como presentador de televisión y actor.
El primer concierto de la vigésima edición de Nashestvie (Invasión), el Woodstock ruso, corrió a cargo del célebre grupo "Leningrad" de Serguéi Shnúrov, quien anunció que esa sería la última actuación de la banda.
Shnúrov tiene una hija llamada Siham Shnúrov que vive en Francia con su madre. Ella también se dedica a la música, pero no es tan famosa en Rusia.

## Filmografía

### Películas en las que actuó
- 2001 – Agentstvo _ Elektrik-musicant
- 2002 – Kopeika _ Alkash-nereniy
- 2002 – Teoriya Zapoya _ Feya-gaitnik
- 2003 – Igry Motil’kov
- 2004 – 4 Volodya
- 2007 – Deni Viborov _ Líder pankrok gruppi Nenormaly (“Día de las elecciones” - “Líder de la banda de punk rock Nenormaly”)
- 2009 – 2 - Assa - 2 o Vtoraya Smert’ Anni Kareninoy (2 - Assa - 2 o La segunda muerte de Anna Kareninoy)
- 2015 - Hardcore: misión extrema

### Música para películas
- 2001 – Agentstvo NLS (“Agencia NLS”)
- 2002 – Teoriya Zapoya (“Teoría de lo profundo”)
- 2002 – Bumer (“Boomer”)
- 2003 - Koktebel ("Dorogi")
- 2003 – Igry Motil’kov (“Juego de polillas”)
- 2005 – Everything is illuminated (“Todo está iluminado”)
- 2006 – Bumer - film vtoroy (“Boomer - segunda película”)
- 2006 – Ultsi pazbitij fonarey menti-8 (teleserial) (“Las calles de las farolas rotas”)
- 2007 – Yorik
- 2007 – Deni viborov (“Día de las elecciones”)
- 2008 – Smeshariki
- 2008 – Deni D
- 2009 – 2 - Assa - 2 o Vtoraya smert’ Anni Kapeninoy

### Películas sobre Sergéi Shnurov
- Matershinnike
- Lidere muzikalinoy gruppirovki Leningrad